# Frank Auerbach
Frank Helmut Auerbach (n. 29 aprilie 1931, Berlin, Republica de la Weimar – d. 11 noiembrie 2024, Londra, Anglia, Regatul Unit) a fost un pictor britanic de origine germană. 
Născut în Germania, într-o familie de evrei, el a devenit cetățean britanic naturalizat în anul 1947. Auerbach este considerat unul dintre cei mai importanți reprezentanți ai Școlii din Londra⁠(d), alături de colegii săi, artiștii Francis Bacon și Lucian Freud, ambii susținători timpurii ai operei sale.